# 이규진 (1890년)
이규진(李揆眞, 1890년 음력 5월 ~ ?)은 일제강점기의 관료이다.

## 생애
경기도 광주군 대왕면이 원적지이자 출신지이다. 한일 병합 조약 체결 전년도인 1909년 11월에 강원도 춘천부 주사에 임명되어 관계에 입문하였다.
얼마 지나지 않아 한일 병합으로 조선총독부 체제가 출범하였다. 이규진은 총독부 소속 관리로 이동하여 1912년부터 강원도 홍천군에서 군서기로 일하였다. 이후 강원도 내무부와 이천군 근무를 거쳤다.
이천군 서무주임으로 재직하던 1922년에 총독부 군수로 승진하여, 양양군, 김화군, 영월군, 이천군 군수를 차례로 역임하였다. 이후 다시 김화군 군수에 임명되었고, 홍천군수를 마지막으로 1935년에 퇴관하였다.
홍천군수이던 1934년을 기준으로 정6위 훈6등에 서위되어 있었다. 일본 정부로부터 쇼와 천황 즉위를 기념하는 쇼와대례기념장도 받은 바 있다.
2008년 민족문제연구소가 발표한 친일인명사전 수록예정자 명단 중 관료 부문에 포함되었다.

## 참고 문헌
- 이규진(李揆眞) - 국사편찬위원회